# Lijst van achtbaanmodellen ontworpen door Anton Schwarzkopf
Dit is een lijst van achtbaanmodellen ontworpen door Anton Schwarzkopf.
| Naam model                                | Ontwerpjaar | Eigenschappen         | Eigenschappen        | Eigenschappen           | Elementen                     | Elementen  | Aantal gebouwd |
| Naam model                                | Ontwerpjaar | Baanlengte            | Hoogte               | Snelheid                | Optakeling / Lancering        | Inversies  | Aantal gebouwd |
| ----------------------------------------- | ----------- | --------------------- | -------------------- | ----------------------- | ----------------------------- | ---------- | -------------- |
| Düsenspirale                              | 1957        | 320 m                 | 8,5 m                | 40 km/u                 | Gemotoriseerde wagens         | Neen       | 1              |
| Wildcat (wildemuis-achtbaan)              | 1964        | 420 m                 | 10,50 m              | Onbekend                |                               | Neen       | 2              |
| Wildcat (wildemuis-achtbaan)              | 1964        | 460 m                 | 13,50 m              | 60 km/u                 | 13                            | Neen       |                |
| Wildcat (wildemuis-achtbaan)              | 1964        | 560 m                 | 14,50 m              | 64,4 km/u               | 13                            | Neen       |                |
| Jet Star I                                | 1968        | 538 m                 | 13,50 m              | 50 km/u                 | Kettingoptakeling             | Neen       | 16             |
| Jet Star II                               | 1970        | 585 m                 | 13,50 m              | Onbekend                | Elektrische spiraallift       | Neen       | 10             |
| Speedracer (ook wel "extended Jumbo Jet") | 1971        | 700-950m (variabel)   | 17-25m (variabel)    | 66-83 km/u (variabel)   | Elektrische spiraallift       | Neen       | 4              |
| Jet Star III / Jumbo Jet                  | 1972        | 870 m                 | 17 m                 | Onbekend                | Elektrische spiraallift       | Neen       | 9              |
| Jet 400 / City Jet                        | 1973        | 415 m                 | 10,80 m              | Onbekend                | Elektrische spiraallift       | Neen       | 11             |
| Alpenblitz I                              | 1974        | 210 m                 | 6,00 m               | Onbekend                |                               | Neen       | 1              |
| Bobbahn *                                 | 1975        | 980 m                 | 26 m                 | Onbekend                | Kettingoptakeling             | Neen       | 1              |
| Alpenblitz II                             | 1975        | 210 m                 | 5,00 m               | 72 km/u                 | Gemotoriseerde trein          | Neen       | 9              |
| Loopingracer / Launchingracer *           | 1976        | 741-1081 m (variabel) | 21-34,5 m (variabel) | 79-88,5 km/u (variabel) | Kettingoptakeling             | 1 looping  | 3              |
| Double Loop / Doppel Loop *               | 1978        | 900-1100 m (variabel) | 24-36 m (variabel)   | 80-100 km/u (variabel)  | Kettingoptakeling             | 2 loopings | 3              |
| Shuttle Loop                              | 1977        | 220 m                 | 42 m                 | 85,3 km/u               | Lancering met vallend gewicht | 1 looping  | 4              |
| Shuttle Loop                              | 1978        | 220 m                 | 42 m                 | 85,3 km/u               | Vliegwiellancering            | 1 looping  | 8              |
| Looping Star                              | 1978        | 592 m                 | 24,50 m              | 77 km/u                 | Kettingoptakeling             | 1 looping  | 8              |
| Silberpfeil / Silverarrow                 | 1979        | 554 m                 | 18,50 m              | 66 km/u                 | Kettingoptakeling             | 1 looping  | 3              |
| Double Looping / Doppel Looping           | 1979        | 670,6 m               | 28,30 m              | 83,7 km/u               | Kettingoptakeling             | 2 loopings | 1              |
| Double Looping / Doppel Looping           | 1980        | 868,7 m               | 25,9 m               | 88,5 km/u               | Kettingoptakeling             | 2 loopings | 1              |
| Katapult                                  | 1980        | 105 m                 | 19,60 m              | Onbekend                | Vliegwiellancering            | 1 looping  | 8              |
| Portable Shuttle Loop                     | 1982        | Onbekend              | 38 m                 | 80,5 km/u               | Bandenlancering               | 1 looping  | 1              |
| Münchner Bahn                             | 1982        | 850 m                 | 24 m                 | 85,3 km/u               |                               | Neen       | 1              |
| Jumbo V                                   | 1983        | 530 m                 | 16 m                 | 55 km/u                 | Wieloptakeling                | Neen       | 1              |

Opmerkingen
1. In deze lijst zijn enkel de vaste modellen opgenomen (ontworpen door het bedrijf zelf). Naast deze vaste modellen heeft Schwarzkopf ook een aantal custom coasters gemaakt, dat wil zeggen een coaster op maat gemaakt naargelang de specifieke eisen van een pretpark of foorkramer. Deze staan niet in de lijst. Voorbeelden hiervan zijn onder andere de rondreizende kermisachtbaan Olympia Looping, Tsunami (in een Mexicaans park, afgebroken in 2016), Mindbender (Galaxyland), ...
2. Düsenspirale (in het Engels "Jet Spiral") was Schwarzkopfs eerste achtbaan. De achtbaan reisde oorspronkelijk rond op kermissen en was gedeeltelijk overdekt. Deze achtbaan was zijn debuut in de toen nog prille achtbaanwereld. Hij stond niet in de catalogus met aangeboden modellen, maar werd hier toch in de tabel opgenomen voor de volledigheid van het artikel.
3. Van de Münchner Bahn waren oorspronkelijk drie achtbanen besteld, maar door een faillissement van Schwarzkopfs toenmalige bedrijf werd slechts één baan ook effectief gebouwd.

Lijst van achtbaanmodellen ontworpen door Anton Schwarzkopf